# José Miguel Ibáñez Langlois
José Miguel Ibáñez Langlois (Santiago, 31 de agosto de 1936) es un sacerdote del Opus Dei, filósofo, poeta, teólogo, periodista y crítico literario chileno, conocido por su seudónimo Ignacio Valente. Dueño de una amplia cultura humanista, Ibáñez Langlois es reconocido como uno de los más renombrados críticos literarios chilenos, autor de decenas de libros y cientos de artículos.

## Biografía
Estudió en el Saint George's College, donde participó en la Academia Literaria "El Joven Laurel", que dirigía el poeta y profesor Roque Esteban Scarpa. Cursó estudios de Ingeniería y Filosofía en la Universidad Católica. Becado en Europa, estudió Periodismo en la Universidad de Navarra; es Doctor en Filosofía por la Universidad Lateranense, Roma, y Doctor en Filosofía y Letras por la Universidad Complutense, Madrid con una tesis que versó sobre la génesis y producción de un poema, dirigida por José María Valverde, y que en 1964 se convirtió en el libro La creación poética.
Ordenado sacerdote en 1960, ha desarrollado su labor pastoral en las actividades apostólicas del Opus Dei, en la prensa, radio y televisión, y en los medios universitarios de Santiago a través de diversas capellanías. Ha enseñado Teoría Poética, Antropología Filosófica y Teología Moral en la Universidad Católica y en la Universidad de los Andes. Es miembro de la Academia de Ciencias Sociales, Políticas y Morales del Instituto de Chile. Entre 1986 y 1992 formó parte de la Comisión Teológica Internacional del Vaticano.
Desde 1966 se ha desempeñado como crítico literario de El Mercurio con el seudónimo de Ignacio Valente, y en sus páginas dominicales ha escrito alrededor de 1.500 artículos. Ha sido uno de los principales divulgadores de la obra de Nicanor Parra, incluyendo el libro Para leer a Parra. Es autor de 11 libros de poesía, y de 24 libros de ensayo sobre materias literarias, filosóficas y teológicas, con múltiples ediciones en varios idiomas.
Roberto Bolaño basó el personaje central de Nocturno de Chile (Anagrama 2000) en la persona de Ibáñez Langlois. En la ficción se llama Urrutia Lacroix.

## Obras

### Libros de Poesía
- Qué palabras qué lágrimas. Ediciones del Joven Laurel, Santiago, 1954.
- Desde el cauce terreno. Adonais, Madrid, 1956.
- La tierra traslúcida. Adonais, Madrid, 1958.
- La casa del hombre. Ágora, Madrid, 1961.
- Eterno es el día. Editorial Zig-Zag, Santiago, 1968.
- Poemas dogmáticos. Editorial Universitaria, Santiago, 1971.
- Futurologías. Editorial Universitaria, Santiago, 1980.
- Historia de la filosofía. Editorial Andrés Bello, Santiago, 1983.
- Libro de la Pasión. Editorial Universitaria, Santiago, 1986.
- Poemas dogmáticos II. Editorial Universitaria, Santiago, 1994.
- El Rey David. Editorial Universitaria, Santiago, 1998.

### Antologías de Poesía
- Antología poética. Editorial Gabriela Mistral, Santiago, 1974.
- Busco tu rostro. Editorial. Universitaria, Santiago, 1989.
- Oficio. Númenor, Sevilla, 2006.

### Libros de Ensayo
- La creación poética. Ediciones Rialp, Madrid, 1962.
- El mundo pecador de Graham Greene. Editorial Zig-Zag, Santiago, 1966.
- El marxismo: visión crítica. Ediciones UC, Santiago, 1973.
- Poesía chilena e hispanoamericana actual. Editorial Nascimento, Santiago, 1975.
- Dialéctica de la naturaleza. Editorial Magisterio, Madrid, 1977.
- Introducción a la literatura. EUNSA, Pamplona, 1979.
- Introducción a la Antropología Filosófica. EUNSA, Pamplona, 1978.
- Rilke, Pound, Neruda - Tres claves de la poesía contemporánea. Ediciones Rialp, Madrid, 1978.
- Sobre el estructuralismo. Ediciones UC, Santiago, 1983.
- Teología de la liberación y lucha de clases. Ediciones UC, Santiago 1984.
- Doctrina social de la Iglesia. Ediciones UC, Santiago, 1986.
- Teología de la liberación y libertad cristiana. Ediciones UC, Santiago 1989.
- 21 slogans divorcistas. Editorial Andrés Bello, Santiago, 1991.
- Jesucristo, luz del mundo. Editorial Andrés Bello, Santiago,1993.
- Diez ejercicios de comprensión poética. Editorial Andrés Bello, 2001.
- Josemaría Escrivá como escritor. Editorial Universitaria, Santiago, 2001.
- Para leer a Parra. Aguilar - Mercurio, Santiago, 2003.
- Sexualidad, amor, santa pureza. Ediciones UC, Santiago, 2006.
- Jesús. El Mercurio, Santiago, 2017.
- El amor que hizo el sol y las estrellas. Ediciones UC, Santiago, 2019.
- La Pasión de Cristo. Ediciones UC, Santiago, 2020.
- Los misterios del Rosario. Ediciones UC, Santiago, 2021.
- La Virgen María. Ediciones UC, Santiago 2022.
- La belleza y el arte - Estética y Filosofía del arte. Ediciones UC, Santiago, 2023.

### Antologías de Crítica Literaria
- 25 años de crítica. Editorial Zig-Zag, Santiago 1992.
- Obras selectas. Editorial Andrés Bello, Santiago 2002.
- Crítica escogida. Ediciones Tácitas, Santiago, 2018.
- No confundir fantástico con maravilloso. Ediciones Tácitas, Santiago, 2020.

### Artículos
- Los Poetas Sufren. Sobre Pablo Neruda.
- Alone y su Época.
- María Luisa Bombal: La última niebla.
- Juan Emar: nuestro gran narrador surrealista. Artes y Letras de El Mercurio, domingo 11 de junio de 2006.
- Si Tu Alma Vende a Mi Alma. Sobre Gabriela Mistral.
- Arteche: Tiempo, Muerte, Eternidad. Tercera antología. Miguel Arteche, Ediciones Corregidor, Buenos Aires, 1991, 140 páginas.
- El Pecado y la Gracia en Graham Greene. Prólogo a El Revés de la Trama, de Editorial Andrés Bello.

- Datos: Q9014571